# Mjukakantus

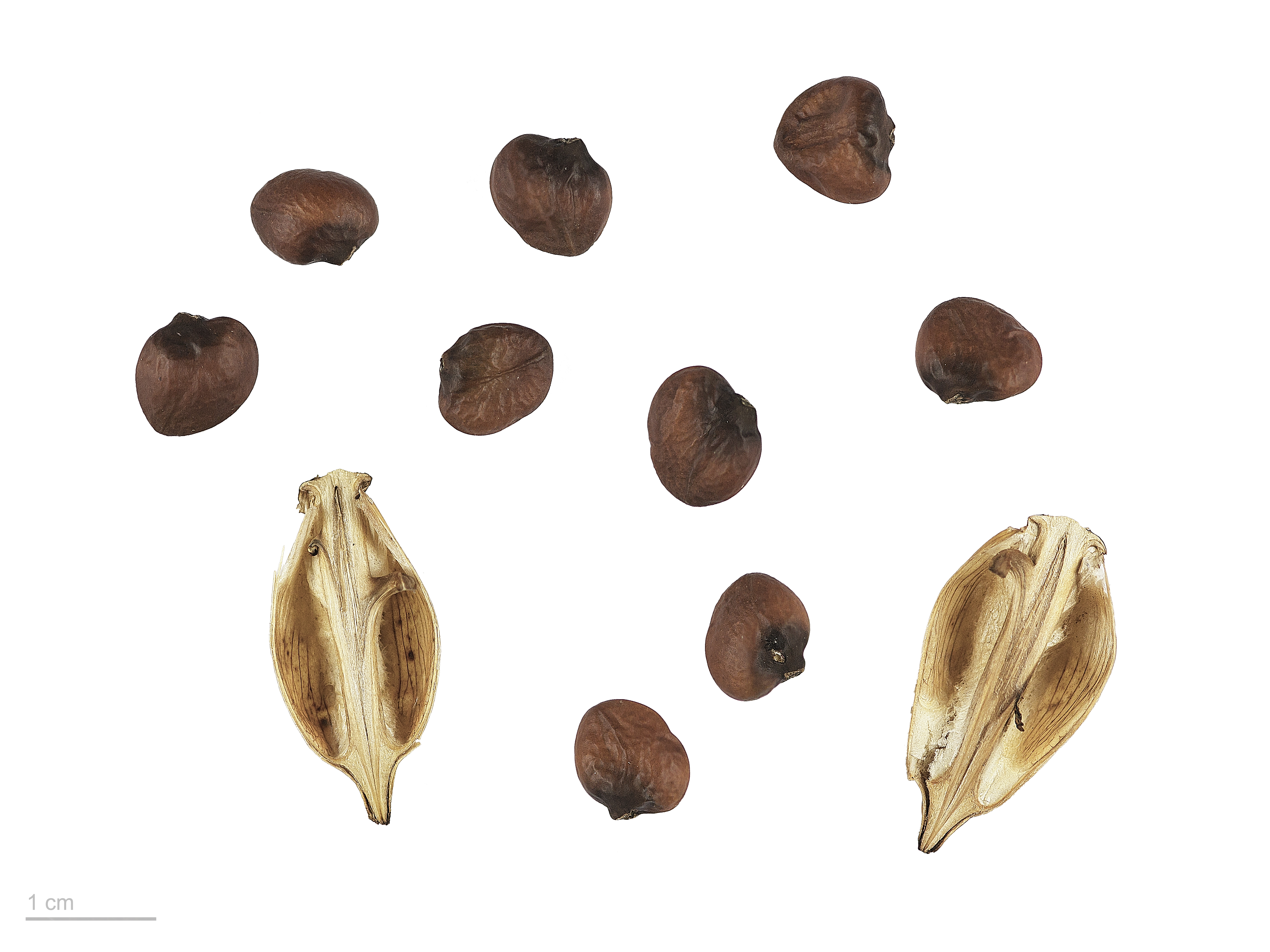
Acanthus mollis

Mjukakantus eller björnklo (Acanthus mollis) är en art i familjen akantusväxter.
Mjukakantus är en flerårig ört, ungefär 80 centimeter hög, som ofta förekommer i Medelhavsområdet. Bladen är glänsande mörkgröna, stora och parbladiga med djupa sågtandade flikar. Blommorna sitter i långa ax. Den blommar i april-juli och blomfärgen är violett. 
Olika sorter av mjukakantus används som trädgårdsväxter och klarar torra och skuggiga växtplatser. Eftersom de sprider sig med jordstammar kan de bli till ogräs.
Mjukakantusens former har använts inom arkitektur och bland annat betraktar man delar av det korintiska kapitälet som akantusslingor.

## Synonymer
- Acanthus latifolius hort. ex E.Goeze
- Acanthus lusitanicus hort.
- Acanthus spinosissimus Host
- Acanthus spinulosus Host